# Zogenreuth
 Zogenreuth ist ein Gemeindeteil der Stadt Auerbach in der Oberpfalz im Oberpfälzer Landkreis Amberg-Sulzbach von Bayern.
Das Dorf liegt etwa 2,5 km nordöstlich von Auerbach.

## Geschichte
Kaiser Heinrich II. und seine Gemahlin Kunigunde stifteten im Jahre 1008 viele Gebiete dem Bistum Bamberg, darunter auch Zogenreuth und viele andere Orte in der Oberpfälzer Gegend. Die Ortsgeschichte ist bis zum 17. Jahrhundert mit der des Schlosses Zogenreuth identisch, dort wurden vom 11. bis zum 15. Jahrhundert die Zogenreuther als bambergische Ministeriale genannt. Nach verschiedenen Besitzern kam die Hofmark Zogenreuth 1589 an die Familie der Merz. Der Letzte dieser Familie war Johann Andrä Mertz, der 1754 ohne männlichen Erben starb. Damit fiel das Lehngut Zogenreuth zurück an den Bischof von Bamberg.
In der Folge verlieh Bischof Franz Konrad von Stadion und Thannhausen Zogenreuth dem Bamberger Freiherrn Heinrich von Oberkamp. Diesem folgten 1763 seine Söhne Philipp Joseph und Karl nach. Da sie nicht rechtskundig waren, aber als Hofmarksinhaber die Niedere Gerichtsbarkeit auszuüben hatten, übertrugen sie die Rechtsprechung dem Michelfelder Klosterrichter Jakob Joseph von Peyerer, der sie bis 1799 innehatte. Die drei Töchter des Johann Andrä Mertz besaßen in Zogenreuth immer noch Häuser und Grundstücke, die nicht zum Lehen gehörten und deshalb weiter in ihrem Besitz blieben. Sie versuchten zuerst, diese Anwesen an einheimische Bauern zu verkaufen, dann aber erwarb die Stadt Auerbach an Michaeli (29. September) des Jahres 1784 diesen restlichen Merzschen Besitz für das Bürgerspital, über 50 Tagwerk Wald und drei Häuser, um insgesamt 4000 Gulden. 1807 war Freiherr Franz von Oberkamp, herzoglich nassauischer Generalstabschef zu Wiesbaden, Besitzer von Zogenreuth. Da er keinen Wohnsitz in seinem Gut hatte und auch die Niedere Gerichtsbarkeit nicht wie seine Vorgänger durch einen Prokurator ausüben ließ, wurde ihm durch königlichen Erlass vom 11. Januar 1807 die Landsassenberechtigung entzogen. Die von Oberkamp verkauften 1851 die Schlossruine und den umliegenden Grund mit Obst- und Grasgarten an Joseph Friedl von Haus Nr. 15. 1852 veräußerten sie ca. 300 Tagwerk Wald an die 13 forstberechtigten Bauern, von denen die Anwesen 4, 5, 7 und 18 jeweils ein ganzes Recht hatten und 34 Tagwerk Wald zu je 8 Gulden 39 Kreuzer bekamen; die Höfe 2, 3, 8, 9, 11, 12, 17 und 19 hatten ein halbes Recht. Im Jahre 1854 waren alle Gilten und Zehenten sowie die Naturalienleistungen und Frondienste abgelöst.

### Ab dem 19. Jahrhundert
Die politische Gemeinde Zogenreuth wurde 1818 aus den Ortschaften Zogenreuth, Dammelsdorf, Göttersdorf und Eibenstock gebildet. 1939 wurde Eibenstock bei der Erweiterung des Truppenübungsplatzes Grafenwöhr abgesiedelt. 1946 wurde die Gemeinde aufgelöst, Zogenreuth kam zur Gemeinde Degelsdorf und mit dieser am 1. Mai 1978 zur Stadt Auerbach.
Am 1. Januar 2010 lebten in Zogenreuth 114 Menschen in etwa 30 Häusern.